# 山下タイキ
山下 タイキ（やました タイキ、1991年11月17日 - ）は、日本の男性声優。千葉県出身。ステイラック所属。旧芸名は山下 大毅（読み同じ）。

## 経歴
役者活動当初は山下 大毅名義でホーリーピークに所属し、同事務所による劇団「神保町界隈」の劇団員としても活動。
2021年3月末をもってホーリーピークを退所し、4月よりステイラックに移籍。所属にあたり、芸名の下の名前を片仮名にした山下 タイキに改名した。

## 人物
- 趣味は野球、ドライブ、ラーメン屋めぐり[2]。
- 特技は球技全般、モノマネ[2]。
- 声優草野球チーム「ボイスジャイアンツ」では監督を務めている。

## 出演
太字はメインキャラクター。

### テレビアニメ
2015年
- ビキニ・ウォリアーズ（王、町の人B）

2016年
- ラクエンロジック（ALCA護送官）
- デュエル・マスターズ（2016年 - 2023年、メガ・キリキリ・ドラゴン、バトラッシュ・ナックル、武家類武士目ステージュラ、百族の長プチョヘンザ、皇帝ワルスラ、男性店長〈ディラン〉、邪龍 ジャブラッド、食堂のおじちゃん 他） - 3シリーズ
- 一人之下 the outcast（宝宝の父親）

2021年
- takt op.Destiny（指揮官）

2022年
- であいもん（お坊さん、カズやん）
- Engage Kiss（ブルーノ・クラウザー）
- プリマドール（兵士C）
- オーバーロードIV（オリン）
- ちいかわ（2022年 - 2024年、でかつよ、鎧さんたち、プロデューサー）
- 機動戦士ガンダム 水星の魔女（2022年 - 2023年、カミル・ケーシンク） - 2シリーズ
- PUI PUI モルカー DRIVING SCHOOL
- 虫かぶり姫（家臣、男、夜盗）
- 聖剣伝説 Legend of Mana -The Teardrop Crystal-（コンゴ）
- チェンソーマン（男の声）

2023年
- UniteUp!（2023年 - 2025年、店主） - 2シリーズ
- 不滅のあなたへ（レンリル市民兵、泥棒）
- トモちゃんは女の子!（郷間猛、SP）
- もういっぽん!
- アイドルマスター シンデレラガールズ U149（監督）
- 異世界召喚は二度目です（御者）
- 地獄楽（侍）
- るろうに剣心 -明治剣客浪漫譚- (2023)（2023年 - 2025年、武田観柳の私兵、私兵、警官、手下、野次馬 他） - 2シリーズ
- Helck（地図屋店主）
- B-PROJECT〜熱烈*ラブコール〜（司会者、音楽番組司会者、出版社編集、元アスリート、スタッフ 他）
- はめつのおうこく（役人、衛兵、兵士、科学局員）
- 呪術廻戦 懐玉・玉折/渋谷事変（一般人、官公庁職員）
- アンダーニンジャ（野口父、忍者2）
- とあるおっさんのVRMMO活動記（運営）

2024年
- マッシュル-MASHLE- 神覚者候補選抜試験編（ポン・トルス）
- ゆびさきと恋々（先輩B）
- 異修羅（リチア兵）
- 異世界でもふもふなでなでするためにがんばってます。（草の氏）
- メタリックルージュ（男）
- HIGHSPEED Étoile（悠然チームスタッフ）
- 僕のヒーローアカデミア（解放戦士幹部、オペレーター、異形市民、警官、警察官）
- この世界は不完全すぎる（木崎）
- ぷにるはかわいいスライム（体操のお兄さん）
- 株式会社マジルミエ（おじさんB）
- やり直し令嬢は竜帝陛下を攻略中（町民）
- 凍牌〜裏レート麻雀闘牌録〜（2024年 - 2025年、相川、手下、ケイの下家、男）

2025年
- 天久鷹央の推理カルテ
- チ。-地球の運動について-（異端者、解放戦線闘士、アルベルトの父）
- 想星のアクエリオン Myth of Emotions（アテア）
- シャングリラ・フロンティア（水夫D、水夫A）
- 神統記（テオゴニア）（ラハト）
- 最強の王様、二度目の人生は何をする?（デュース、武器屋店主）
- ウマ娘 シンデレラグレイ（実況）
- 機動戦士Gundam GQuuuuuuX（ウラガン） - 2025年に劇場先行版が公開
- ニートくノ一となぜか同棲はじめました（妖魔）
- 陰陽廻天 Re:バース（店員、陰陽師）
- 真・侍伝 YAIBA（金長ダヌキ）
- カッコウの許嫁 Season2（みやげ処のおじさん、テレビの司会）
- 異世界黙示録マイノグーラ〜破滅の文明で始める世界征服〜（ヒルジャイアント）

### 劇場アニメ
- 劇場版 呪術廻戦 0（2021年、乙骨の同級生）
- THE FIRST SLAM DUNK（2022年）
- らくだい魔女 フウカと闇の魔女（2023年、闇の声）
- 劇場版ハイキュー!! ゴミ捨て場の決戦（2024年、地元住民）
- デッドデッドデーモンズデデデデデストラクション（2024年、江藤、侵略者〈四角〉） - 前後章[一覧 5]
- 劇場版 オーバーロード 聖王国編（2024年、将軍）

### Webアニメ
- ULTRAMAN（2022年、モチゴン）
- 爆丸エボリューションズ（2022年、強盗）
- 〈物語〉シリーズ オフ&モンスターシーズン（2024年、クラスメイト）
- ライジングインパクト（2024年、委員A）

### ゲーム
2014年
- 海賊ファンタジア

2015年
- レイギガント（カイルの父親）
- 黒い砂漠（ジャイアント）
- 東京ファントム

2016年
- ゴッドオブハイスクール【神スク】（石谷健太郎）
- デモンゲイズ2（タウロス）
- 陰陽おとぎソール

2017年
- ファンタシースターオンライン2（ファイナルインパクト 他）
- 死印（木村正男 他）
- ファイトリーグ（おせっかいコーチ シドー、モー烈！輪太郎）
- ソラとウミのアイダ（足手荒神、闇山津見神）
- ぷよぷよ!!クエスト（2017年 - 2022年、カーン、ヤン、サミュ）
- ポケモンガオーレ（こうかんおじさんクルベ）
- CARAVAN STORIES（スミロフ）

2018年
- The Elder Scrolls Online（アーロウェ 他）
- 都立水商!（一幸樹）
- テリア・サーガ（カルドレーン、レイヴン）
- ポポロクロイス物語 〜ナルシアの涙と妖精の笛（タラス）
- MU LEGEND（ブレイダー）
- BLESS（チヌワ 他）
- クイズRPG 魔法使いと黒猫のウィズ（カムシーナ王、デューイ）
- NG（番直政、丸橋満）
- アサシン クリード オデッセイ

2019年
- ディビジョン2
- ウィザーズ シンフォニー（ヴォルク・ダートファング）
- 白猫プロジェクト（ビルド将軍）

2020年
- マルコと銀河竜（エル・スケルトン）

2021年
- コール オブ デューティ ヴァンガード（アーサー・キングスリー）

2022年
- グランブルーファンタジー

2023年
- モンスターユニバース（ファッド）
- グランブルーファンタジー リリンク
- モンスターストライク（2023年 - 2025年、鰯富士、ジャーム）

2024年
- 龍が如く8
- ファイナルファンタジーVII リバース
- ヘブンバーンズレッド（習志野ドーム住民）

### 吹き替え

#### 映画
- アイスブレイカー 超巨大氷山崩壊（ベリャーエフ）
- アラジン 悪しき王子と二人の魔人（ワヒド他）
- インパクト・アース（ハーバート）
- ウルフ・オブ・ウォー ネイビー・シールズ傭兵部隊 vs PLA特殊部隊（クレイジーブル）
- エクスペンダブル・ミッション（ハミルトン）
- エクソシスト 信じる者（救急医[16]）
- オペレーション・ウルフ（レイ・ティン〈チェン・シンギュ〉[17]）
- 俺たちハングオーバー!史上最悪のメキシコ横断（バーク 他）
- カサンドロ リング上のドラァグクイーン
- キスから始まるものがたり（フリン氏）
- きみがくれた物語（マッカーシー医師 他）
- 逆謀〜反乱の時代〜（ファン・ジンギ）
- キング・ホステージ（バディ・キング）
- グッド・タイム（ルイス 他）
- グラウンドブレイク 都市壊滅（上級中尉 他）
- クリティカルブロンド（ア・プッシュ）
- コード211（ルーク〈ウェストン・ケイジ〉）
- コカイン・ベア（ピーター〈ジェシー・タイラー・ファーガソン〉）
- ゴッド・オブ・ウォー 導かれし勇者たち（モルド）
- ザ・インターセクションズ（マイキー）
- ザ・カプセル　米英ソ大攻防戦（カルノフ 他）
- ザ・ラスト・ウォーリアー（アナガスト）
- シークレット・デイ（デヴリン 他）
- 湿地（エットリデ）
- ジャーヘッド（ケニー）
- ジュラシック・ワールド（警備員1[18]）※ザ・シネマ版
- ジョーカー:フォリ・ア・ドゥ（待機房係男[19]）
- ジョーズ・リターン（サリー）
- スーパーマン（ロン・トゥループ[20]）
- スイッチング・プリンセス3: 思いがけないスイッチ!（懲罰委員[21]）
- スカイハンター
- ストーンウォール（エド）
- スプラッシュ ※Disney+版
- スペースウォーカー
- 戦狼 ウルフ・オブ・ウォー（ベア）
- ダブル・ミッション（ジャック）
- チャンプ（アーティ）
- テイキング・オブ・デボラ・ローガン（シファー博士 他）
- デッドコレクター
- デッドロック 絶対王者ボイカ（囚人ファイター）
- デッドロック2 ボイカ 格闘王列伝（オゼロフ兄弟 兄）
- デビルズシティ（フォード）
- 21ブリッジ（バッチコ）
- 盗聴者（アルベール）
- 2バッドガイズ（ジョーイ）
- 都市伝説:長身の怪人（レナード）
- ドミノ（タイニー〈デレク・ルッソ〉[22]）
- ナイト・ガーディアンズ（コンダコフ）
- ネイビーシールズ 全滅領域（エド・パクストン〈アーニー・ハドソン〉）
- ネイビーシールズ:D-DAY（レッド）
- VIKING バイキング 誇り高き戦士たち
- ハイ・ライフ（チャーニー〈アンドレ・ベンジャミン〉[23]）
- バイバスト（ヤッコ 他）
- バタリオン（ツェプリエフ大佐）
- バトル・オブ・ダンジア 魔獣大戦（神業師匠〈シュー・シャオハン〉、ジア・ミン〈ロン・ウェイフォン〉[24]）
- バトルスティール（モーガン）
- 犯罪都市（ヤンテ〈キム・ソンギュ〉）
- ハンターズ 北欧伝説の秘宝を追え!（イェスパー）
- ハンティングパーク（レニー、保安官）
- 必殺処刑チーム（マーティン）
- ファイティン!（パンチ 他）
- フライト・リスク（救急隊員男7[25]）
- フライ・ミー・トゥ・ザ・ムーン[26]
- ブラッド・ウォリアー（レイケン）
- 不良探偵ジャック・アイリッシュ死者からの依頼（ノーム）
- フロンティア（ヴィクトル）
- フューリアス 双剣の戦士（エメーリカ）
- ペット 檻の中の乙女（ネイト 他）
- ベテラン（ジョンウォン）
- ポイント・ブランク -この愛のために撃て-（チーター）
- 魔界探偵ゴーゴリII 魔女の呪いと妖怪ヴィーの召喚（ヴァクーラ）
- マキシマムコマンドー（ウォルト）
- M3GAN ミーガン（カーター巡査〈サムソン・チャン・ブーン〉）
- ムーラン 美しき英雄（タイハンハーン）
- ラスト・ガン地獄への銃弾（アンジェロ）
- ラプチャー 破裂（セス）
- リトル・マーメイド 人魚姫と魔法の秘密（コールマン）
- リベンジャー（ヴァーン）
- レーザーチーム（ケール 他）
- レジェンダリー
- レジェンド・オブ・ソード/呪われた騎士団（シェン・イエ）
- レジェンド・オブ・パール　ナーガの真珠
- REDCON-1 レッドコン1 戦闘最大警戒レベル（マーカス・スタントン）
- RENDEL レンデル（ラターヤ）

#### ドラマ
- ヴァン・ヘルシング シーズン2（ジュリアス）
- FBI: 特別捜査班
- オー・マイ・クムビ（ムソク）
- 激情のコロッセオ 死にゆく者たち
- The Sinner -隠された理由-（リロイ）
- THE TERROR（リトル 他）
- たった一人の私の味方（ピョン・テソク）
- ダミアン（職員、司祭 他）
- トム・クランシー/CIA分析官ジャック・ライアン シーズン2（レイエス大統領）
- ノーザン・レスキュー
- まほうのレシピ シーズン2（アダム・リーヴァー）
- ラブアイランドUSA 水着で恋するラスベガス編（トレ・フォーテ[27]）
- ワンミシシッピ（空港警察官）

#### アニメ
- キャプテンアンダーパンツ（ファーキュリー）
- 最後の召喚師 -The Last Summoner-（モド[28]）
- DCスーパーヒーロー・ガールズ（エース）
- プリンセス ユニキャット（ホーコダイル）
- ブレンダンとケルズの秘密（アシュア）
- みつばちマーヤの大冒険（ヘドリー 他）
- レゴ®DCスーパーヒーロー・ガールズ:スーパーヴィラン・ハイスクール（ドクター・フェイト）
- ワクフ（ルビラックス）
- 転生宗主の覇道譚 〜すべてを呑み込むサカナと這い上がる〜（2025年、胡覇〈フー・バー〉[初出 17]、白家守衛B[初出 20]、狂獣寨男[初出 27]、万古門宗主[初出 8]）

### 特撮
- 爆上戦隊ブンブンジャー（2024年、ゴミバコグルマーの声）

### 舞台
- 神保町メイド喫茶人質監禁事件（2014年10月22日 - 26日、テアトルBONBON）
- スタア誕生〜神ボーイズ始動〜（2015年10月7日 - 11日、テアトルBONBON）
- wakasagi -ワカサギ-（2019年6月5日 - 9日、ザ・ポケット）

### その他コンテンツ
- ボイスドラマ「死印 青き終焉」（木村正男 他）
- Flick!On!TV YouTubeチャンネル「モバ-1グランプリ」ナレーション
- 関西テレビ「サキドリ女子旅inカリフォルニア〜おいしい！ヘルシー！大発見SP〜」ボイスオーバー
- ボイスオーバー「カスタムマスター」クリス
- 機動戦士ガンダム 水星の魔女 スペシャルドラマCD（2023年、カミル・ケーシンク[29]） - Blu-ray特装限定版封入特典

### シリーズ一覧
1. ↑  『デュエル・マスターズ VSRF』（2016年 - 2017年）、
『デュエル・マスターズ WIN』
第1期（2022年 - 2023年）、第2期『決闘学園編』（2023年）
2. ↑  Season1（2022年）、Season2（2023年）
3. ↑  第1期（2023年）、第2期『-Uni:Birth-』（2025年）
4. ↑  第1期『序幕東京』（2023年）、第2期『京都動乱』（2024年 - 2025年）
5. ↑  前章（2024年）、後章（2024年）

### 初出話一覧
1. 1 2  第43話初出
2. 1 2  第8話初出
3. 1 2 3  第10話初出
4. 1 2  第13話初出
5. 1 2 3 4  第14話初出
6. ↑  第20話初出
7. 1 2  第17話初出
8. 1 2  第7話初出
9. ↑  第11話初出
10. 1 2  第9話初出
11. ↑  第147話初出
12. ↑  第150話初出
13. ↑  第152話初出
14. ↑  第157話初出
15. ↑  第159話初出
16. 1 2 3 4  第5話初出
17. 1 2 3  第1話初出
18. 1 2 3  第4話初出
19. ↑  第19話初出
20. 1 2 3 4  第2話初出
21. ↑  第16話初出
22. ↑  第21話初出
23. ↑  第24話初出
24. ↑  第3話初出
25. ↑  第42話初出
26. ↑  第23話初出
27. 1 2  第6話初出